# Reynaldo Anderson
Reynaldo Anderson (Colón, 12 aprile 1986) è un ex calciatore panamense, di ruolo difensore.

## Caratteristiche tecniche
È un difensore centrale.

## Carriera

### Club
Comincia a giocare nell'Atletico Veragüense. Nel 2006 si trasferisce all'Ipatinga. Nel 2007 viene acquistato dall'Arabe Unido. Nel 2009 viene prestato alla Ramonense. Rientrato dal prestito, gioca per altri due anni e mezzo all'Arabe Unido, per poi essere ceduto, nel gennaio 2014, allo Sporting San Miguelito. Nell'estate 2014 viene acquistato dall'Independiente de La Chorrera.

### Nazionale
Ha debuttato in Nazionale il 26 marzo 2007, nell'amichevole Giamaica-Panama (1-1). Ha partecipato, con la maglia della Nazionale, alla Gold Cup 2007. Ha collezionato in totale, con la maglia della Nazionale, 4 presenze.

## Statistiche

### Cronologia presenze e reti in Nazionale
| Cronologia completa delle presenze e delle reti in nazionale ― Panama | Cronologia completa delle presenze e delle reti in nazionale ― Panama | Cronologia completa delle presenze e delle reti in nazionale ― Panama | Cronologia completa delle presenze e delle reti in nazionale ― Panama | Cronologia completa delle presenze e delle reti in nazionale ― Panama | Cronologia completa delle presenze e delle reti in nazionale ― Panama | Cronologia completa delle presenze e delle reti in nazionale ― Panama | Cronologia completa delle presenze e delle reti in nazionale ― Panama |
| Data                                                                  | Città                                                                 | In casa                                                               | Risultato                                                             | Ospiti                                                                | Competizione                                                          | Reti                                                                  | Note                                                                  |
| --------------------------------------------------------------------- | --------------------------------------------------------------------- | --------------------------------------------------------------------- | --------------------------------------------------------------------- | --------------------------------------------------------------------- | --------------------------------------------------------------------- | --------------------------------------------------------------------- | --------------------------------------------------------------------- |
| 26-3-2007                                                             | Kingston                                                              | Giamaica                                                              | 1 – 1                                                                 | Panama                                                                | Amichevole                                                            | -                                                                     |                                                                       |
| 9-5-2007                                                              | Panama                                                                | Panama                                                                | 0 – 4                                                                 | Colombia                                                              | Amichevole                                                            | -                                                                     | 64’                                                                   |
| 9-9-2007                                                              | Puebla de Zaragoza                                                    | Messico                                                               | 1 – 0                                                                 | Panama                                                                | Amichevole                                                            | -                                                                     |                                                                       |
| 12-9-2007                                                             | Puerto La Cruz                                                        | Venezuela                                                             | 1 – 1                                                                 | Panama                                                                | Amichevole                                                            | -                                                                     | 46’                                                                   |
| Totale                                                                |                                                                       | Presenze                                                              | 4                                                                     |                                                                       | Reti                                                                  | 0                                                                     |                                                                       |